# Ⲧ
Cette page contient des caractères spéciaux ou non latins. S’ils s’affichent mal (▯, ?, etc.), consultez la page d’aide Unicode.
Ne doit pas être confondu avec la lettre grecque Tau.
Ⲧ (minuscule : ⲧ), appelé tau, est une lettre de l’alphabet copte utilisée dans l’écriture du copte, de l’ancien nubien et du nobiin.

## Représentations informatiques
Le tau a été représenté avec les mêmes caractères que le tau grec jusqu’à la publication d’Unicode 4.1 en mars 2005, à partir de laquelle il est représenté avec des caractères qui lui sont propres. Il peut donc être représenté à l’aide des caractères (Grec et copte, Copte) suivants, :
| lettres   | représentations | chaînes de caractères | points de code | descriptions                 | note               |
| --------- | --------------- | --------------------- | -------------- | ---------------------------- | ------------------ |
| majuscule | Τ               | Τ                     | U+03A4         | lettre majuscule grecque tau | avant Unicode 4.1  |
| minuscule | τ               | τ                     | U+03C4         | lettre minuscule grecque tau | avant Unicode 4.1  |
| majuscule | Ⲧ               | Ⲧ                     | U+2CA6         | lettre majuscule copte tau   | depuis Unicode 4.1 |
| minuscule | ⲧ               | ⲧ                     | U+2CA7         | lettre minuscule copte tau   | depuis Unicode 4.1 |